# 최단 경로 우선 프로토콜
최단 경로 우선 프로토콜(영어: Open Shortest Path First, OSPF)은 인터넷 프로토콜(IP) 네트워크를 위한 링크 스테이트 라우팅 프로토콜이다. 링크 스테이트 라우팅 알고리즘을 사용하며, 하나의 자율 시스템(AS)에서 동작하면서 내부 라우팅 프로토콜의 그룹에 도달한다. IPv4의 경우 RFC 2328 (1998년)의 OSPF 버전 2로 정의되어 있다. IPv6를 위한 업데이트는 RFC 5340 (2008년)의 OSPF 버전 3에 정의되어 있다.
OSPF는 대기업망에서 가장 널리 쓰이는 내부 게이트웨이 프로토콜(IGP)로 간주된다. 또다른 링크 스테이트 동적 라우팅 프로토콜인 IS-IS는 대형 서비스 제공자망에서 더 일반적으로 쓰인다. 가장 널리 쓰이는 외부 게이트웨이 프로토콜은 인터넷 상에서 자율 시스템 간에 쓰이는 주요 라우팅 프로토콜인 경계 경로 프로토콜(BGP)이다.

## 영역의 종류
OSPF 도메인은 32비트 영역 식별자로 된 영역들로 분리된다. 이 영역 식별자들은 무조건은 아니지만 일반적으로 IPv4 주소의 닷 데시멀 노테이션으로 작성된다. 그러나 이들은 IP 주소가 아니며, 어떠한 IPv4 주소라도 충돌 없이 복제할 수 있다. IPv6의 OSPF 영역 식별자(OSPFv3)들은 동일한 노테이션으로 작성된 32비트 식별자들을 사용한다.
- 백본 영역
- 스텁(stub) 영역
- NSSA(not-so-stubby area)
- 사유 확장
  - 완전한 스텁 영역(totally stubby area)
  - NSSA의 완전한 스텁 영역
- 트랜짓(transit) 영역

## OSPF 라우터의 종류
OSPF는 다음의 라우터 종류를 정의한다.
- ABR (area border router, 영역 경계 라우터)
- ASBR (autonomous system boundary router, 자율 시스템 경계 라우터)
- IR (internal router, 내부 라우터)
- BR (backbone router, 백본 라우터)

## 같이 보기
- 경계 경로 프로토콜
- 라우팅
- IEEE 802.1aq - Shortest Path Bridging (SPB)

## 참조
1. ↑  Moy, J. (1998년 4월). [RFC 2328 “OSPF Version 2”] |url= 값 확인 필요 (도움말). The Internet Society. OSPFv2. 2007년 9월 28일에 확인함.
2. ↑  
Coltun, R.; D. Ferguson, J Moy, A. Lindem (2008년 7월). [RFC 5340 “OSPF for IPv6”] |url= 값 확인 필요 (도움말). The Internet Society. OSPFv3. 2008년 7월 23일에 확인함.